# Apotomaspis nigeriana
Apotomaspis nigeriana är en tvåvingeart som beskrevs av Lindner 1972. Apotomaspis nigeriana ingår i släktet Apotomaspis och familjen vapenflugor.
Artens utbredningsområde är Nigeria. Inga underarter finns listade i Catalogue of Life.